# Знищення крейсера «Москва»
Ракетний крейсер «Москва» затонув 14 квітня 2022 року внаслідок удару двома ракетами «Нептун» берегового ракетного комплексу РК-360МЦ «Нептун» ВМС України, коли крейсер перебував у районі острова Зміїний.
Крейсер був флагманом і найбільшим бойовим кораблем Чорноморського флоту РФ та належав до числа шести найбільших кораблів ВМФ Росії.
«Москва» — це перший втрачений флагман російського флоту з часів Російсько-японської війни. Один із найбільших військових кораблів, разом з аргентинським General Belgrano, затоплених у ході військового конфлікту з часів Другої світової війни. Востаннє подібний корабель такого розміру був знищений у бою 40 років тому, у 1982-му під час Фолклендської війни: тоді британська субмарина HMS Conqueror потопила аргентинський крейсер «Генерал Бельграно».
За даними РНБО України, з 510 осіб, що перебували на борту корабля, вдалося врятувати лише 58.

## Перебіг подій
У лютому 2022 року почалося російське повномасштабне вторгнення в Україну.

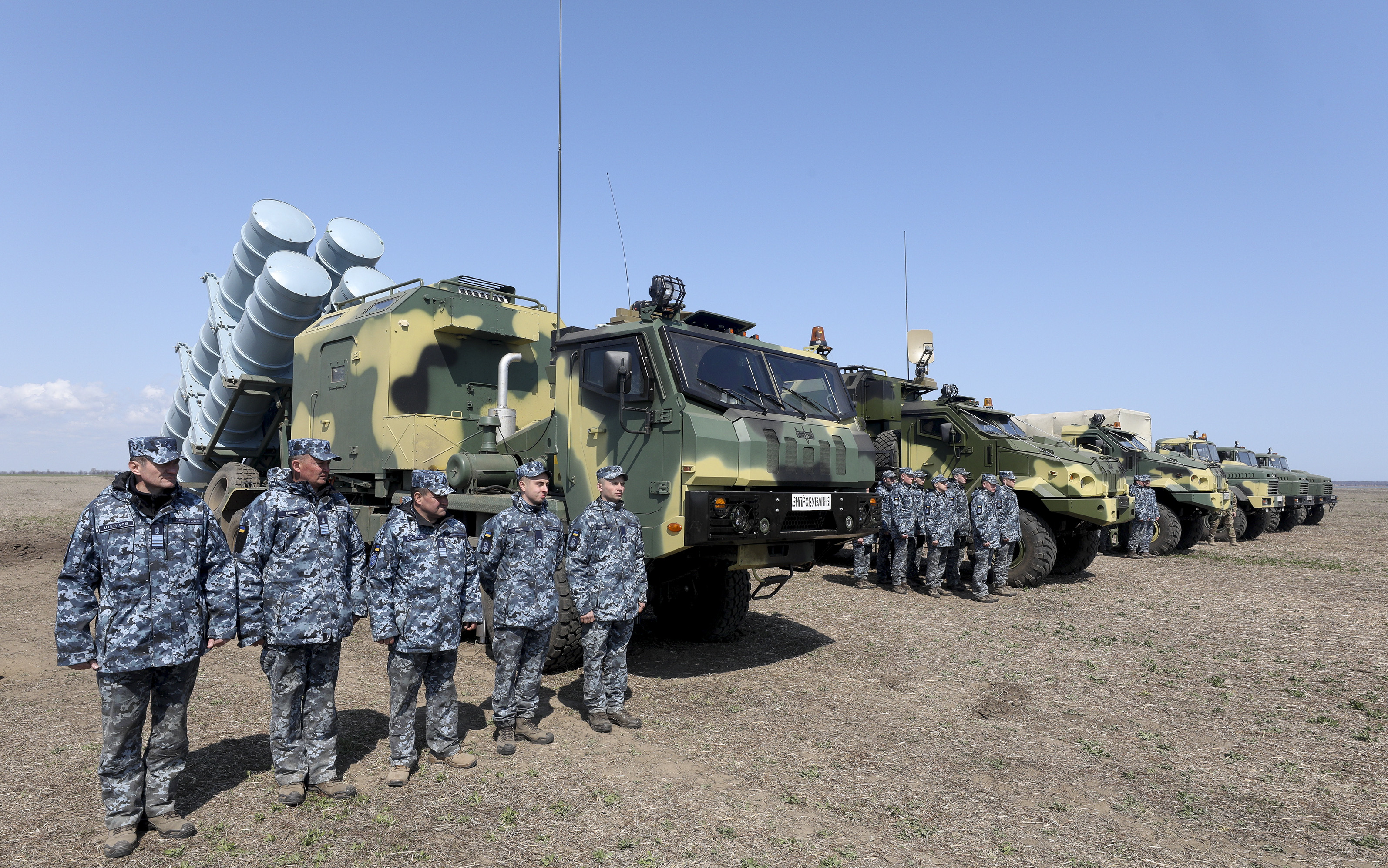
Машини першого дослідного комплексу РК-360МЦ «Нептун», 5 квітня 2019

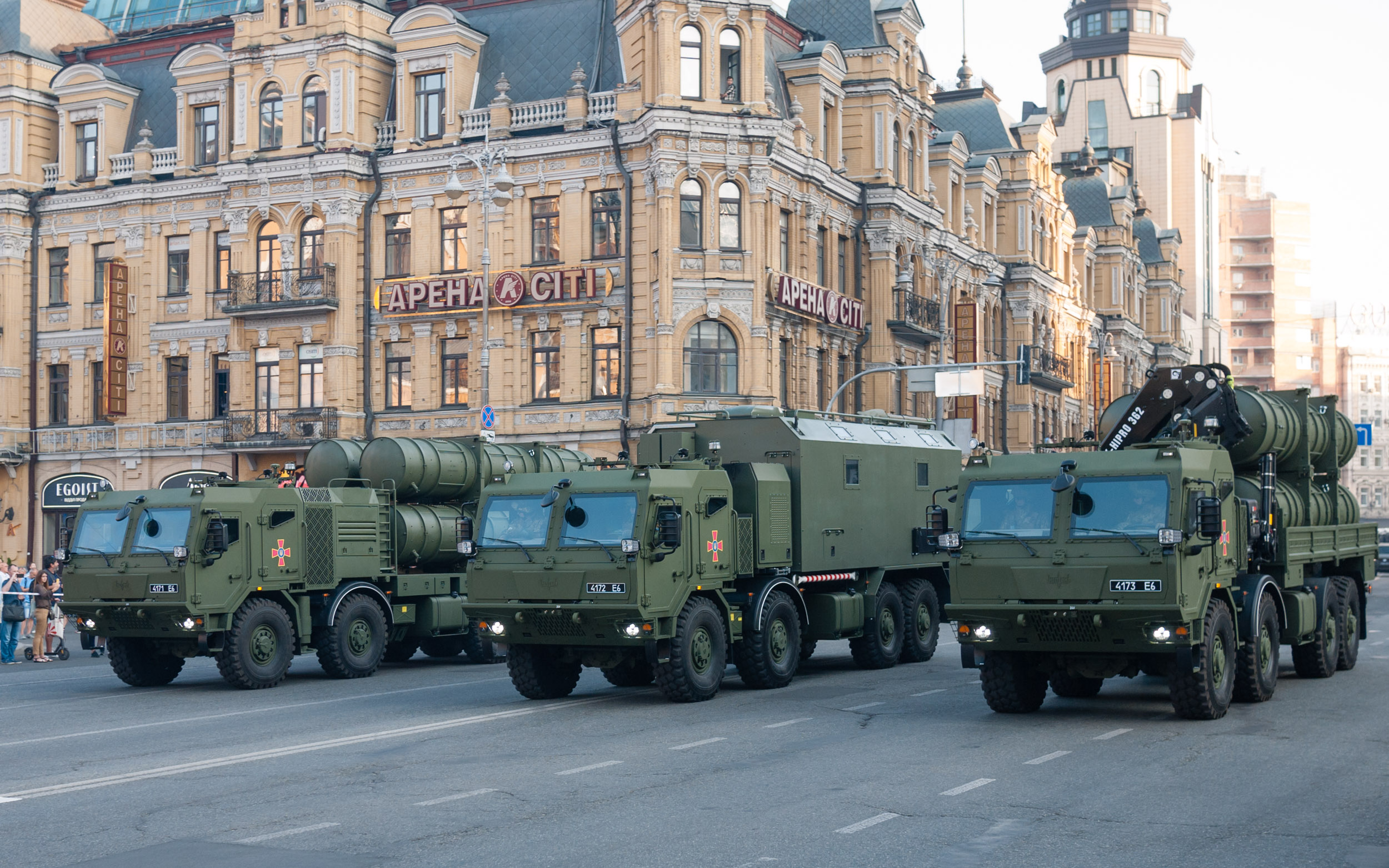
Перший серійний комплекс на шасі Tatra 815-7, репетиція параду на честь дня Незалежності України, 2021.

За даними Радіо «Свобода», ще 10 квітня 2022 року ракетний крейсер «Москва» Чорноморського флоту Росії стояв на якорі в Севастопольській бухті навпроти Аполлонової бухти.
Пізно ввечері 13 квітня 2022 року голова Одеської обласної військової адміністрації полковник Максим Марченко повідомив у своєму Telegram-каналі, що українські військові завдали удару по російському ракетному крейсеру «Москва» крилатими ракетами класу «Нептун», унаслідок чого він дістав «дуже серйозні пошкодження». Пізніше радник глави Офісу президента України Олексій Арестович уточнив, що на кораблі «Москва», який перебуває в басейні Чорного моря, сильна пожежа. Водночас радник Міністра внутрішніх справ України Антон Геращенко заявив, що «весь Чорноморський флот РФ виведений для здійснення термінових рятувальних заходів». Також про підтвердження цієї інформації анонімними джерелами в українській розвідці повідомила Українська правда.
Твіттер-акаунт OSINT UK, на який послалося видання Meduza, опублікував запис сигналу SOS, який, як стверджується, був переданий з борту крейсера близько першої години ночі за московським часом.
Ближче до ранку 14 квітня 2022 року російські державні агенції ТАРС і РИА «Новости» з посиланням на Міністерство оборони Росії повідомили, що екіпаж «Москви» евакуйовано після детонації боєзапасу внаслідок пожежі. У міністерстві підтвердили, що корабель серйозно пошкоджено внаслідок пожежі, причини якої «встановлюються», але не повідомили про потерпілих і загиблих. Штатна чисельність екіпажу «Москви», за різними даними, становила від 416 до 758 осіб.
Рано вранці в європейських ЗМІ почали з'являтися повідомлення, що крейсер міг затонути. ЗМІ також звернули увагу, що повна евакуація корабля могла означати, що його не можна буде залишити на плаву і він буде потоплений. Аналітики в коментарях CNN зазначали, що пожежа на борту такого корабля могла призвести до катастрофічних наслідків — вибуху, який може спричинити його затоплення. Проте CNN не зміг візуально підтвердити ураження корабля або його поточний стан. Над Чорним морем був сильний шторм, який не дав змоги зробити знімки супутникові і зняти сенсорні супутникові дані.

Порівняння пошкодженого корабля з непошкодженим
Світлина ймовірно палаючого крейсера «Москва»
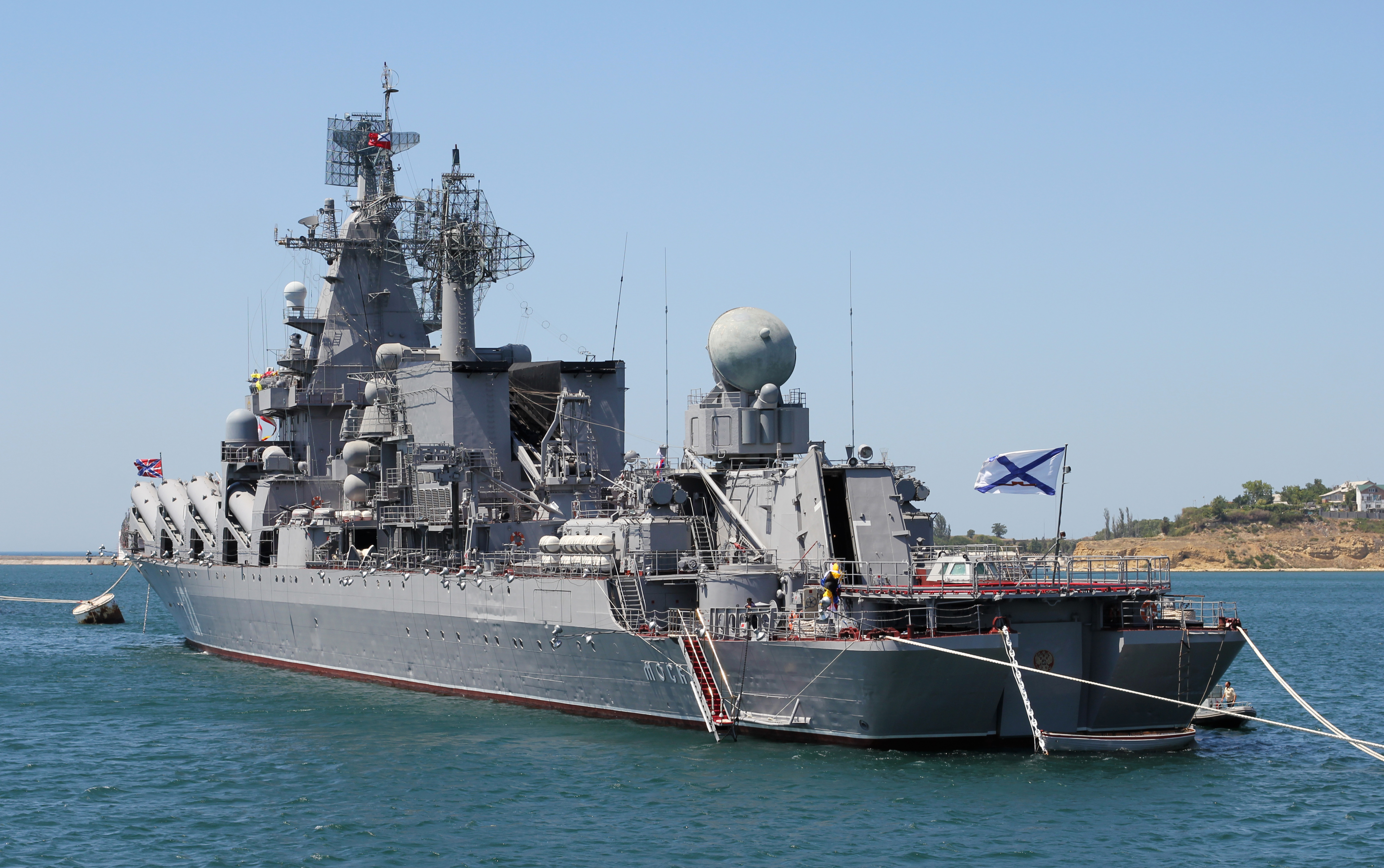
«Москва» пришвартована у Севастопольській бухті у 2012 році

Вдень 14 квітня 2022 року представники українського Оперативного командування «Південь» заявили про те, що флагман Чорноморського флоту Росії був уражений ракетами «Нептун»:
…він [крейсер] зазнав значних пошкоджень. Виникла пожежа. Інші підрозділи корабельної групи намагалися надати допомогу, але шторм та потужний вибух боєприпасів перекинули крейсер, і він почав тонути.
Водночас Міноборони Росії заявило, що «Москва» «залишається на плаву», вживаються заходи для його буксирування в порт, а екіпаж крейсера був евакуйований на інші кораблі Чорноморського флоту, що перебували в цьому районі.
Своєю чергою, прессекретар Пентагону Джон Кірбі повідомив CNN, що за їхніми даними на «Москві» стався «принаймні один вибух», який завдав кораблю серйозних пошкоджень, але поки що США не можуть сказати, чи був він викликаний ракетним ударом. За оцінками Пентагону, корабель на плаву «може продовжити шлях і він це робить», прямуючи на схід. Ймовірно, припустив Кірбі, «Москва» зайде до Севастополя для ремонту.
Увечері того ж дня (близько опівночі за московським часом) Міноборони Росії повідомило, що при буксируванні крейсера в порт призначення через пошкодження корпусу, отримані в ході пожежі від детонації боєзапасу, корабель втратив стійкість і в умовах штормового хвилювання моря затонув.
Інформаційно-консалтингова компанія Defense Express обчислила приблизне знаходження залишків крейсера: 44°56′ пн. ш. 31°44′ сх. д. / 44.933° пн. ш. 31.733° сх. д.. Ця місцевість належить до територіального моря України.

У коментарі кореспонденту CNN секретар РНБО України Олексій Данилов відповів, що крейсер «Москва» перебував неподалік острова Зміїний і був уражений двома «потужними ракетами українського виробництва» «Нептун». Також Данілов заявив, що:
…[Путін] прийшов убивати наших дітей, наших жінок, наших мирних мешканців. Це наш подарунок йому. І це лише початок. Буде більше, ніж одна Москва.
Увечері 14 квітня 2022 року Міноборони РФ повідомило, що ракетний крейсер «Москва» через вибух боєзапасу втратив стійкість і в умовах шторму затонув.
У 2023 році Петро Порошенко сказав, що потопила крейсер 406-та окрема артилерійська бригада.

### Після потоплення
За даними New York Times, які видання опублікувало в 2025 році, представники США були обурені тим, що українська сторона не попередила їх про намір уразити російський корабель, і що українці потопили його без узгодженя. Також американці були здивовані тим, що українці мають ракети, здатні виконати таку задачу.
Уночі проти 15 квітня 2022 року росіяни розбомбили завод «Візар» у Вишневому, який начебто мав відношення до виготовлення ракети «Нептун». Серйозних пошкоджень зазнали цех і адміністративна будівля заводу. Очевидці кажуть, що удару з повітря завдано близько 1:30 ночі, було п'ять влучань. У близько 50 автомобілів, припаркованих біля заводу, вибило шибки. Вранці Міноборони РФ заявило, що удар завдали високоточними ракетами великої дальності морського базування «Калібр».
Для розбору уламків корабля та порятунку дорогоцінного (або секретного) озброєння чи обладнання було використано пошуково-рятувальне судно «Коммуна».
У травні 2022 року на допомогу «Коммуні» з Новоросійська було відправлене рятувальне буксирне судно проєкту 22870 «Профессор Николай Муру».
У вересні 2022 року екіпаж морського торговельного судна виловив у Чорному морі та передав українським прикордонникам рятувальний пліт на 20 людей із крейсера «Москва». Пліт був несправний і тримався на плаву лише завдяки рятувальним жилетам.
У травні 2023 року у Севастопольському музеї було помічено фрагмент ракети із написом «Відсік 3» що ймовірно є частиною від української ПКР «Нептун».
У грудні 2023 року Міністр оборони РФ Сергій Шойгу призначив нового командира крейсера «Москва» попри те, що корабель було знищено.

## Втрати
Штатна чисельність екіпажу «Москви», за різними даними, становила від 510 до 758 осіб, а фактична — від 416 до 680 осіб.

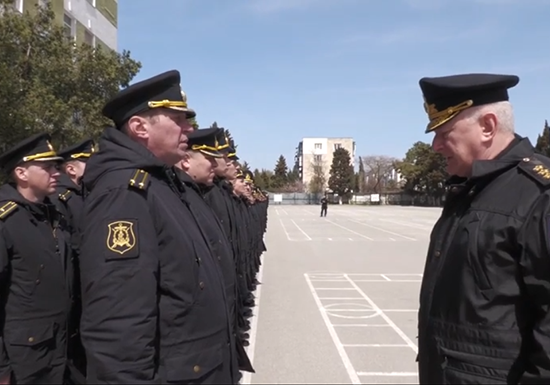
Зустріч головнокомандувача ВМФ і командування ЧФ РФ з екіпажем крейсера «Москва» (імовірно). Кадр із відеозапису, опублікованого 16 квітня Міністерством оборони РФ.

16 квітня 2022 року російські державні ЗМІ опублікували відеозапис зустрічі головкому ВМФ РФ Миколи Євменова з військовослужбовцями, яких у сюжеті назвали екіпажем крейсера «Москва», на плацу 810-ї бригади морської піхоти. За оцінкою видання The Insider, на відеозаписі видно близько 100 моряків і командира крейсера капітан 1 рангу Антон Купрін. «Новая газета. Європа» зазначила, що у відео відсутній або порушений звук під час розводу особового складу, коли командир зобов'язаний доповісти про чисельність складу, повідомити, скільки людей є присутніми в строю, скільки вибуло, зокрема внаслідок поранення або загибелі. Водночас Радіо «Свобода» заявило про неможливість перевірки достовірності кадрів. Тітка матроса Сергія Грудініна впізнала його на цьому відеозаписі, хоча його мати отримувала суперечливі відомості про те, чи залишився він живим, і досі не змогла вийти з ним на зв'язок.
У статті BBC було поставлено під сумнів твердження влади про те, що всі члени екіпажу були евакуйовані з корабля. Згідно з Корабельним статутом Військово-морського флоту, весь екіпаж повинен боротися за живучість корабля. Швидко евакуювати моряків могли лише в тому разі, якщо ситуація була настільки поганою, що боротися за життя корабля не було сенсу — це означало б, що на кораблі сталися вибухи величезної сили, у яких, найімовірніше, були жертви. Також виявилося, що на борту «Москви» на момент затоплення перебували військовослужбовці строкової служби.
За словами дружини мічмана Івана Вахрушева, який служив на крейсері, її чоловік загинув, а 27 членів екіпажу зникли безвісти. За словами матері матроса-строковика Єгора Шкребця, який служив на крейсері, її син вважається зниклим безвісти, а в госпіталі, куди привезли поранених із крейсера, було близько 200 постраждалих моряків. За словами матері іншого матроса-строковика, який служив на крейсері, загинуло близько 40 осіб, кілька зникли безвісти, дуже багато поранених.
22 квітня 2022 року Міноборони РФ заявило, що з членів екіпажу крейсера під час боротьби за живучість корабля загинув 1, зникли безвісти 27, було евакуйовано 396 осіб. Губернатор Севастополя Михайло Развозжаєв підтвердив загибель мічмана Івана Вахрушева. У 2022 році було задоволено 18 позовів «про визнання військовослужбовців безвісно відсутніми або загиблими» щодо членів екіпажу «Москви».
Наприкінці липня 2022 року з'явилася інформація, що на крейсері загинув 37-річний капітан-лейтенант Валерій Криворог, син контрадмірала Олега Криворога, командира 30-ї дивізії надводних кораблів Чорноморського флоту, до якої входив і крейсер «Москва». У серпні 2022 року видання «Медуза» повідомило, що Міноборони визнало загибель строковика Єгора Шкребця, строковика Леоніда Савіна та Івана Франтіна.
У листопаді 2022 року суд у тимчасово окупованому РФ Севастополі визнав загиблими 17 моряків судна.
13 квітня 2024 року в Севастополі на території 30-ї дивізії надводних кораблів було відкрито меморіал морякам, загиблим під час виконання військового обов'язку в списку 21 особи. У 19 з них (шість рядових, чотири матроси, чотири старших матроси, головний старшина, двоє старших мічманів, лейтенант і капітан-лейтенант) датою смерті значиться 13 квітня 2022 року.

### Перелік втрат
З відкритих джерел та публікацій журналістів відомо про деякі втрати складу екіпажу «Москви» під час широкомасштабного вторгнення в Україну:
| п/п | Прізвище, ім'я, по-батькові                                             | Звання                    | Дата народження | Дата смерті |
| --- | ----------------------------------------------------------------------- | ------------------------- | --------------- | ----------- |
| 1.  | Аксьонов Віктор (рос. Аксенов Виктор)                                   |                           |                 | 13.04.2022  |
| 2.  | Афашагов Тахір Замірович (рос. Афашагов Тахир Замирович)                | Гвардії головний старшина | 17.03.1982      | 13.04.2022  |
| 3.  | Бегерський Віталій Володимирович (рос. Бегерский Виталий Владимирович)  | Гвардії старший матрос    | 30.01.2002      | 13.04.2022  |
| 4.  | Вахрушев Іван Леонідович (рос. Вахрушев Иван Леонидович)                | Гвардії старший мічман    | 01.06.1980      | 13.04.2022  |
| 5.  | Геплюк В'ячеслав Михайлович (рос. Геплюк Вячеслав Михайлович)           | Гвардії капітан-лейтенант | 03.10.1986      | 13.04.2022  |
| 6.  | Герок Данило Михайлович (рос. Герок Данил Михайлович)                   | Старший матрос            | 06.10.1999      | 13.04.2022  |
| 7.  | Єфременко Микита Сергійович (рос. Ефременко Никита Сергеевич)           |                           | 03.11.2002      | 13.04.2022  |
| 8.  | Ковальов Володимир Олексійович (рос. Ковалёв Владимир Алексеевич)       | Гвардії старший матрос    | 08.03.2000      | 13.04.2022  |
| 9.  | Козирь Аким Олександрович (рос. Козырь Аким Александрович)              | Рядовий                   | 23.02.1999      | 13.04.2022  |
| 10. | Криворог Валерій Олегович (рос. Криворог Валерий Олегович)              | Гвардії капітан-лейтенант | 22.07.1984      | 13.04.2022  |
| 11. | Наумкін Максим Олександрович (рос. Наумкин Максим Александрович)        | Лейтенант                 | 25.06.1996      | 13.04.2022  |
| 12. | Поздняков Сергій Сергійович (рос. Поздняков Сергей Сергеевич)           | Рядовий                   | 12.11.2002      | 13.04.2022  |
| 13. | Пустовет Артьом Сергійович (рос. Пустовет Артём Сергеевич)              | Рядовий                   | 14.09.2003      | 13.04.2022  |
| 14. | Савін Леонід Вікторович (рос. Савин Леонид Викторович)                  | Гвардії матрос, строковик | 07.10.2001      | 13.04.2022  |
| 15. | Тарасов Марк Михайлович (рос. Тарасов Марк)                             |                           |                 | 13.04.2022  |
| 16. | Франтін Іван Володимирович (рос. Франтин Иван Владимирович)             | Гвардії матрос, строковик | 08.05.1998      | 13.04.2022  |
| 17. | Цивов Андрій Сергійович (рос. Цывов Андрей Сергеевич)                   |                           | 05.02.2003      | 13.04.2022  |
| 18. | Черемискін Дмитро Олександрович (рос. Черемискин Дмитрий Александрович) | Гвардії старший мічман    | 17.03.1982      | 13.04.2022  |
| 19. | Шакуро Георгій Хейямович (рос. Шакуро Георгий Хейямович)                | Гвардії старший матрос    | 01.06.2001      | 13.04.2022  |
| 20. | Щербина Ілля Олексійович (рос. Щербина Илья Алексеевич)                 | Гвардії матрос            | 19.09.2001      | 13.04.2022  |
| 21. | Ширінкін Віктор Юрійович (рос. Ширинкин Виктор Юрьевич)                 | Гвардії матрос            | 27.04.2001      | 13.04.2022  |
| 22. | Шкребець Єгор Дмитрович (рос. Шкребец Егор Дмитриевич)                  | Гвардії матрос, строковик | 21.03.2002      | 13.04.2022  |

## Можливі чинники
Meduza у своєму матеріалі вказала на те, що «Москва», ймовірно, єдиний із кораблів свого класу, що залишалися в строю, який при модернізації не отримав нових радарів, здатних ефективно засікати низькополітні цілі на кшталт протикорабельної ракети «Нептун».
Серед одного з імовірних, але не підтверджених варіантів перебігу атаки було названо і такий: БПЛА Bayraktar TB2 міг або відвертати увагу ППО крейсера на себе (аж до виконання ролі «жертовного пішака»), або ж виконував ідентифікацію цілі, розвідував її координати й наводив на неї береговий комплекс.
БПЛА міг відвернути увагу головної протиповітряної РЛС крейсера — 3Р41 «Волна» бортового комплексу С-300Ф «Форт». Але вона має кут огляду лише 180 градусів. Покриття на 360° забезпечувала трикоординатна РЛС повітряного пошуку великої дальності МР-800 «Флаг» бортового ЗРК «Оса». Але цілком імовірно, що під час шторму він не зміг відрізнити ракети, які майже ковзають над поверхнею моря, від хвиль.

## Супутні події
Високопоставлений чиновник Міністерства оборони США у коментарі CNN зазначив, що вони помітили, як після пошкодження крейсера «Москва» інші кораблі ЧФ РФ, які були поблизу від його місцеперебування або в північній частині Чорного моря, висунулися на південь (подалі від українських берегів) і залишили райони, у яких вони діяли.

## Оцінки значення
Ракетний крейсер «Москва» — це той самий корабель, якому адресувалася фраза «Русский военный корабль, иди на хуй» під час атаки на острів Зміїний.

У коментарі BBC директор Інституту вивчення морського потенціалу Росії при Військово-морському коледжі США професор Майкл Петерсен зазначив, що це має і символічне, і військове значення. «Москва» — флагман Чорноморського флоту та
…символ російської військової могутності на Чорному морі, <…> українці втратили свій флот у 2014 році, після анексії Криму, тому… сам факт того, що українці можуть завдавати таких ударів надзвичайно символічний і болючий для російського керівництва.
На його думку, це може мати і військове значення, оскільки тепер російський флот може відчути необхідність діяти на більшому віддаленні від українського берега. Капітан ВМС США у відставці і колишній директор операцій в Об'єднаному розвідувальному центрі Тихоокеанського командування США Карл Шустер, коментуючи те, що сталося для CNN, заявив:
Тільки втрата підводного човна з балістичними ракетами або «Кузнєцова» (єдиного російського авіаносця) завдала б серйознішого удару по репутації військово-морського флоту в очах російської громадськості.
Також Карл Шустер зазначив, що якщо інформація про удар «Нептуном» підтвердиться, то «Москва» потенційно може стати найбільшим військовим кораблем, коли-небудь виведеним із ладу ракетою. Професор війни та стратегії Королівського коледжу в Лондоні Алессіо Паталано у коментарі CNN зазначав:
Кораблі діють далеко від суспільної уваги, і їхня діяльність рідко стає предметом новин. Але вони є великими плавучими частинами національної території, і коли ви втрачаєте один із них, флагман, саме завдяки цьому — на додачу до військової втрати — увиразнюється політична і символічна вага події.
Офіцер надводних бойових дій ВМС США лейтенант-командер Джейсон Ланкастер у коментарі для CIMSEC, що якщо для атаки на «Москву» використовувався «Нептун», то це його перше відоме застосування під час війни. На його думку, загроза, що виходить від мобільних крилатих ракет берегового базування, як-от «Нептун»,
…змінює оперативну поведінку супротивника — російські «кораблі діятимуть таким чином, щоб мінімізувати ризик виявлення і максимізувати свої шанси захистити себе. Ці поведінкові зміни обмежують здатність Росії використовувати свій флот в інтересах. Додатковий стрес від раптового бою збільшує втому і може призвести до помилок».
Керівник Conflict Intelligence Team Руслан Левієв у коментарі BBC заявив, що потоплення крейсера було б «історичним інцидентом», оскільки востаннє такого типу корабель потоплено 2 травня 1982 року під час Фолклендської війни між Великою Британією та Аргентиною, коли британський атомний підводний човен «Конкерор» потопив крейсер «Генерал Бельграно» ВМС Аргентини.
Головний редактор BlackSeaNews Андрій Клименко повідомив, що після поразки «Москви» в Росії зменшилася кількість крилатих ракет. За словами Клименка, сумарний залп крилатих ракет кораблів ЧФ РФ, що перебувають у Чорному морі, зменшився з 72 до 56. Водночас військовий експерт Микола Бєлєсков у коментарі BBC вказував, що «Москву» не використовували для обстрілу території України крилатими ракетами з Чорного моря, оскільки вона не була носієм ракет «Калібр», якими РФ накриває майже всю Україну.
Meduza у своєму матеріалі зазначала, що одним із завдань крейсера була протиповітряна та протиракетна оборона на користь усіх сил флоту: корабель ніс на борту далекобійні комплекси ППО С-300Ф «Форт». Втрата його боєздатності серйозно послабила захист сил флоту, які беруть участь у війні з Україною, від атак з повітря.
BBC, своєю чергою, також вказувало на те, що як флагманський корабель він повинен мати оперативний штаб управління. Експерти в коментарях BBC припускали, що саме з нього могли управляти операцією з блокади українського узбережжя Чорного моря.

15 квітня 2022 року російський опозиційний журналіст Ігор Яковенко в ефірі 24-го каналу заявив:
Наразі є реальна можливість знищити флот Росії. Цей корабель був так званим захисником для інших кораблів. Для цього, коли тоне флагманський корабель — єдиний ракетний крейсер Чорноморського флоту — це змінює розклад сил.
Потоплення крейсера «Москва» збігається в даті з потопленням найбільшого лайнера свого часу «Титанік». Велика кількість медійних коментаторів підкреслюють символічність цієї дати та її важливість як сакрального знаку для кремлівської верхівки, що вірить у забобони.
На честь цього визначного воєнного успіху України у першу річницю цієї події Указом Президента України засновано професійне свято працівників оборонно-промислового комплексу України.
Пізніше Олексій Неїжпапа пригадував, що після влучання ракет отримав SMS-повідомлення з текстом «Олексію, гарно горить» від командувача 6-го флоту США в Середземному морі, на що командувач ВМСУ відповів «Тепер твоя черга».

## Масова культура

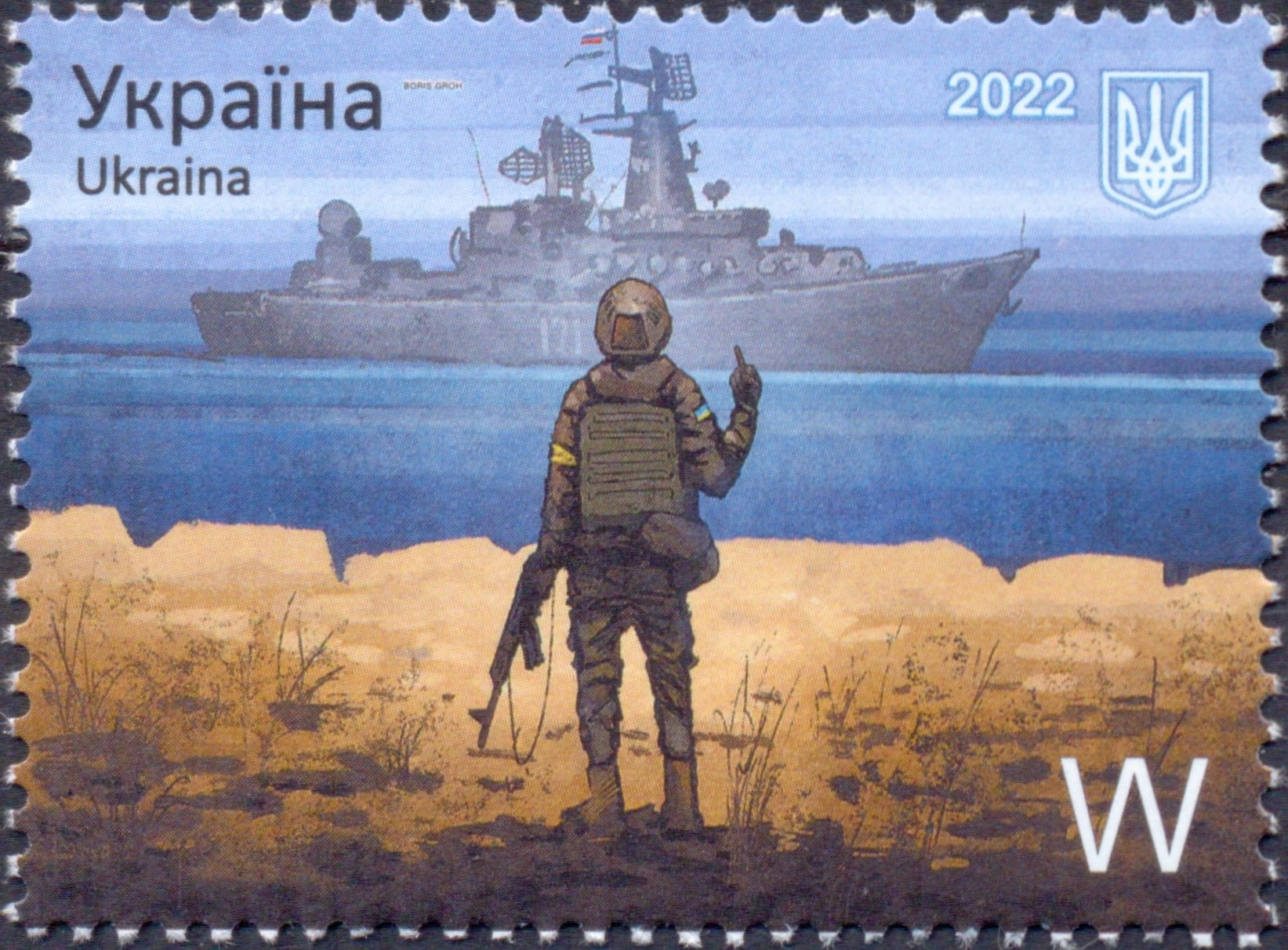
«Русский военный корабль, иди на …» — українська поштова марка (з українським прикордонником на тлі крейсера «Москва»), презентована та введена в обіг за день до знищення «Москви» — 13 квітня 2022 року.

В українському Інтернеті знищення крейсера було сприйнято як пряму відповідь на відому фразу про російський військовий корабель.

### Музика
- 16 квітня 2022 року телеведуча Леся Нікітюк випустила пародійну пісню «В Черном море украинском», у якій висміяла затонулий корабель. В основу нової композиції лягла пісня «Залишайся, хлопче, з нами» з мультфільму «У синьому морі, у білій піні...[ru]».[78][79]
- У квітні 2022 британський гурт Deep Purple опублікував у фейсбуці картину «Smoke on the Water» Владислава Шерешевського, що названа на честь однойменної пісні гурту.[80]
- Спів братів — maskva (квітень 2022 року).[81]
- Олександр Пономарьов, Михайло Хома, Тарас Тополя, Євген Кошовий, Юрій Ткач і Петро Чорний — Україна переможе (квітень 2022 року).[81]
- Діти інженерів, хейтспіч — москва (червень 2022 року).[81]